# Hovpartiet

Porträtt. Lovisa Ulrika. Lundberg - Skoklosters slott - 73600

Hovpartiet var en svensk politisk gruppering under frihetstiden som hade som sin överordnade målsättning att ge kungamakten ett större politiskt inflytande. 

## Bakgrund
Redan vid riksdagen 1723 framskymtade ett liknande parti i samband med kung Fredrik I:s planer på utvidgad makt, men hans fullständiga fiasko vid denna riksdag gjorde för återstoden av hans regeringstid slut på alla liknande försök. Först med tronskiftet 1751 uppstod ett nytt hovparti, denna gång grupperad kring kung Adolf Fredrik och hans gemål Lovisa Ulrika. Dessa hade före tronbestigningen varit knutna till hattpartiet och fått lösa löften om en utvidgad kungamakt; men vid tiden för Fredrik I:s bortgång hade de vänskapliga banden mellan det unga hovet och hattarna redan svalnat, då hattarna varken ville eller vågade genomföra någon ändring av 1719 års regeringsform. 

## Sympatisörer och ideologi
Hovpartiet bestod väl i början närmast av kungaparets personliga vänner och umgänge, däribland flera medlemmar ur högadeln, såsom grevarna Erik Brahe, Thure Gabriel Bielke och Johan Ludvig Hård, friherre Erik Wrangel med flera. Där återfanns också en del personer ur de litterära och konstnärliga kretsarna, som vunnits genom drottningens rika kulturintresse, såsom Olof von Dalin. Härtill slöt sig snart ett icke obetydligt antal officerare och civila ämbetsmän ur de stora partierna av principiella skäl eller lycksökeri. Någon egentlig anslutning i de djupa leden hade partiet knappt även om den nye konungen i början hälsades med sympati av allmänheten och rojalistiska rörelser lätt nog kunde framkallas bland bönderna. 
Hovpartiet var i antalet anhängare inte jämförbart med de stora partierna. Det hade inte heller något program varken vad gäller utrikes- eller inrikespolitiken. Hela partiets tillvaro vilade uteslutande på att partiet principiellt bestred den parlamentariska författningen och ville återgå till en dominant kungamakt. Men inom ramen för denna riktning var meningarna mycket skiftande mellan dem som bara önskade en marginell förstärkning av kungamakten och till Lovisa Ulrikas drömmar om en absolut monarki.

## Misslyckanden
Vid riksdagen 1751-1752 lyckades hovpartiet vinna några små segrar, men dess försök att genomföra en verklig maktutvidgning åt kungen hade ingen framgång. Under den följande svåra konflikten mellan kungen och rådet tillspetsades osämjan mellan hovpartiet och det styrande partiet, Hattpartiet, i hög grad. Den av Lovisa Ulrikas intimare kretsar igångsatta kuppen 1756 blev för hattarna ett medel att i grunden krossa sina motståndare, och flera av hovpartiets främsta män fördes till schavotten eller drevs i landsflykt. Hovpartiet verkade för en tid vara helt upplöst. Men redan vid 1760-talets början återkom hovpartiet och fick sedan en växande betydelse. I början slöt det sig närmast till det uppåtstigande yngre Mösspartiet, men efter deras seger 1765 upprättade hovpartiet ett samarbete med, det vid tidpunkten förödmjukade, Hattpartiet och samverkade med det under hela den återstående delen av frihetstiden.

## Framgångar
Det egentliga hovpartiet uppgick inte till mer än omkring 60 till 70 röster på Riddarhuset och endast enstaka anhängare inom de ofrälse stånden, men bland allmänheten växte sympatierna för dess program, ju mer ständernas anseende sjönk, och vid Riksdagen 1771–1772 gick allt större skaror, särskilt ur hattpartiet, över till hovpartiets läger. Inom partiledningen började från 1766 den unge kronprinsen framträda vid sidan av drottningen, inte utan avund från hennes sida. Den parlamentariska ledningen av partiet tillhörde översten, senare riksrådet Fredrik Carl Sinclair.

## Betydelse
Hovpartiets historiska betydelse ligger i att det är den första principiella företrädaren för den konstitutionella statsåskådningen som ville bygga Sveriges författning på en verklig maktfördelning för att undvika såväl enväldets som mångväldets faror. Öppet vågade man visserligen inte bestrida den gällande författningens förträfflighet, och hovpartiet måste därför nöja sig med att inom författningens ramar försöka hävda en självständig ställning åt kungen genom att motarbeta föreställningen att 1719 års regeringsform skapat en verklig "balans" mellan kungens och ständernas rättigheter, och att varje ändring till kungens nackdel därför var oberättigad. Denna teori låg bakom försöket till författningsrevision 1769, men kunde inte förhindra en fortgående inskränkning av kungens rätt än mindre vrida utvecklingen tillbaka till den ursprungliga utgångspunkten. 
Egentligen ville hovpartiet göra en verklig omarbetning av författningen i monarkistisk riktning och i hemlighet gjordes också under 1760-talet flera utkast för detta, vilka kan betraktas som förarbeten till 1772 års regeringsform. Statskuppen 1772 betecknar därför hovpartiets slutliga seger, men i och med den upphörde också grunden för dess tillvaro.